# Auchonvillers
Auchonvillers – miejscowość i gmina we Francji, w regionie Hauts-de-France, w departamencie Somma.
Według danych na rok 2011 gminę zamieszkiwało 129 osób, a gęstość zaludnienia wynosiła 23 osoby/km² (wśród 2293 gmin Pikardii Auchonvillers plasuje się na 885. miejscu pod względem liczby ludności, natomiast pod względem powierzchni na miejscu 818.).